# Gobiusculus
Gobiusculus – rodzaj ryb z rodziny babkowatych.

## Klasyfikacja
Gatunek zaliczany do tego rodzaju:
- Gobiusculus flavescens – babka czarnoplamka[3]